# Bolszaja Rudnica
Bolszaja Rudnica, Rudnica (ros. Большая Рудница) – wieś (ros. деревня, trb. dieriewnia) w zachodniej Rosji, w wołoście Luszczikskaja (osiedle wiejskie) rejonu bieżanickiego w obwodzie pskowskim.

## Geografia
Miejscowość położona jest 10,5 km od centrum administracyjnego osiedla wiejskiego (Luszczik), 10 km od centrum administracyjnego rejonu (Bieżanicy), 123 km od stolicy obwodu (Psków).

## Demografia
W 2010 r. miejscowość zamieszkiwało 20 osób.